# Agios Nikolaos, Kreta
Agios Nikolaos ali Hagios Nikolaos (grško Άγιος Νικόλαος [ˈaʝoz niˈkolaos]) je obalno mesto na grškem otoku Kreta, ki leži vzhodno od glavnega mesta otoka Iraklion, severno od mesta Ierapetra in zahodno od mesta Sitia.
Leta 2021 je imela občina Agios Nikolaos, ki zajema del okoliških vasi, 27.785 prebivalcev. Mesto delno leži na ruševinah starodavnega mesta Lato pros Kamara.

## Zgodovina
Agios Nikolaos so v pozni bronasti dobi naselili dorski prebivalci Lata, v času, ko je varnost gradišča Lato postala manjša skrb in je lahek dostop do pristanišča v Agios Nikolaosu postal pomembnejši. V prvem bizantinskem obdobju je še vedno obstajalo kot pomembno mesto, škofija Kamaras. Mesto je omenjeno na seznamu 22 mest na Kreti, ki jih je opisal bizantinski geograf iz 6. stoletja Hieroklej.
Ime Agios Nikolaos pomeni sveti Nikolaj. Njegov poudarek je na drugem zlogu besede Nikolaos. Agios Nikolaos ali Ayios Nikolaos (alternativna romanizacija grškega Άγιος Νικόλαος) je splošno ime kraja v Grčiji in na Cipru, saj je sveti Nikolaj zavetnik mornarjev in celotne Grčije.

### Beneško obdobje
V začetku 13. stoletja, morda leta 1206, je na hribu, kjer je danes prefektura, verjetno zgradil Genovčan Enrico Pescatore, trdnjavo. Trdnjava se je imenovala Mirabello in je dala ime pokrajini Mirabello in zalivu. Trdnjavo je leta 1303 porušil močan potres, a so jo Benečani obnovili. Leta 1374 se omenja kot Castro Mirabelli in je imel skladišče soli iz solin Elounda, ki so jo nato izvažali v Evropo. Trdnjava je bila opuščena in je postala skladišče, ko so se upori proti Benečanom ustavili.
Trdnjavo Mirabello so leta 1537 uničili turški pirati, a so jo obnovili po načrtih Micheleja Samicellija. Okoli trdnjave se je razvila naselbina. V popisu prebivalstva Kastrophylakas (K97) je naselje omenjeno kot Mirabello proprio s 753 prebivalci, večinoma ribiči. Leta 1630 ga Francesco Basilicata omenja kot Mirabello Castello in da se je v grščini naselje imenovalo Voulismenie, po jezeru.
Leta 1646, med veliko kandijsko vojno, je gardni polkovnik Baldella takoj predal trdnjavo Turkom, ki so jo obkolili. To dejanje je veljalo za izdajo in Baldella je bil obešen. Benečani so trdnjavo ponovno zavzeli, a ker je niso mogli obdržati v svoji posesti, so jo uničili, saj je trdnjava Spinalonga zadostila njihovim potrebam.
Leta 1671 se v turškem popisu omenja kot Nefs Meranblo z 42 harači, kar pomeni, da je bilo naseljeno. V egipčanskem popisu leta 1834 ni omenjen in območje je bilo nenaseljeno. Toda pristanišče je bilo uporabljeno za izvoz izdelkov iz province, kot so rožiči. Leta 1845 Victor Raulin omenja, da so bile štiri cerkve v ruševinah, ki so jih uporabljali kot skladišča rožičev.

### Moderno naselje
Moderno naselje so z revolucijo leta 1866 ustvarili prebivalci mest Fourni, Krica, Iraklion in Sfakia. Ruševine beneške trdnjave so bile uporabljene kot gradbeni material za nove stavbe. Prvič se omenja v ljudskem štetju leta 1881, ko je imelo 87 krščanskih in 8 turških prebivalcev. Prvotno se je imenoval Madraki, vendar je prevzel ime Agios Nikolaos iz majhne bizantinske cerkve iz 9. stoletja na polotoku Ammoudi, približno 2 kilometra severno od mesta. Leta 1900 je Agios Nikolaos postal sedež občine Krica. Leta 1904 je bil sedež prefekture Lasiti prestavljen iz Neapolisa v Agios Nikolaos.
Leta 1928 je Agios Nikolaos imel 1124 prebivalcev in od takrat se število prebivalcev stalno povečuje: 2481 (1940), 3167 (1951), 3709 (1961), 5002 (1971), 8130 (1981).

### Arheologija
Lato pros Kamara, starodavni Agios Nikolaos, je pustil nekaj omejenih ruševin, a obsežno pokopališče iz rimskih časov. V bližini mesta je arheološko najdišče antičnega Priniatikos Pyrgos. Zdi se, da je bilo prvič naseljeno v dobi končnega neolitika, okoli 3000 pr. n. št. Dejavnost na tem mestu se je nadaljevala skozi minojsko bronasto dobo ter klasično grško in rimsko obdobje, ki je skupno trajalo do 4000 let. Od leta 2007 Priniatikos Pyrgos izkopava mednarodna ekipa pod okriljem Irskega inštituta za helenske študije v Atenah.

## Kultura
Agios Nikolaos je verjetno najbolj znan kot turistično mesto, ki služi kot središče dvajsetih majhnih vasi in kmetij, ki sestavljajo ta del Lasitija. Turistične znamenitosti so majhno jezero Voulismeni, majhne plaže v mestu, majhen otok Agioi Pantes, arheološki muzej, lokalna razstava flore "Iris" in številni sejmi.
Turizem je večinoma zahodnoevropski, grški turizem je koncentriran sredi avgusta, čeprav je na vzhodni Kreti precej ruskih turistov. V laguni je majhen park s potjo, tradicionalnimi ribiškimi čolni, racami, golobi, amfiteatrom in številnimi kavarnami. Moderno mesto Agios Nikolaos je postalo mednarodno znano v 1960-ih, ko so ga 'odkrili' znani filmski režiserji (Jules Dassin, Walt Disney itd.), producenti BBC in mnogi drugi. Takrat se je začel hiter turistični razvoj območja. Med različnimi posnetimi produkcijami so bili He Who Must Die, The Moon-Spinners in TV serija The Lotus Eaters.
Kratka zgodba Daphne du Maurier Not After Midnight je bila postavljena v mesto in okoli njega.

## Geografija
Agios Nikolaos leži na vzhodni Kreti, na zahodni obali zaliva Mirabello. Sredi mesta je jezero Voulismeni, ki je povezano z morjem in je obdano s številnimi tavernami in bari. Kraj ima tudi precejšnje pristanišče in marino.
Agios Nikolaos ima sredozemsko podnebje z vročimi poletji (Köppnova podnebna klasifikacija: Csa) z zelo blagimi, deževnimi zimami in vročimi, suhimi poletji.

### Jezero Voulismene
Jezero Voulismene (grško Λίμνη Βουλισμένη, latinizirano: Limni Voulismene) je majhna laguna v središču mesta. Jezero je z mestnim pristaniščem povezano s kanalom, ki so ga odprli leta 1870. Jezero omenjajo številni stari miti, med katerimi najstarejši govorijo o tem, da bi se v njem kopali boginji Atena in Artemida. Z jezerom sta povezana dva urbana mita, da ni dna in da je jezero povezano z vulkanom Santorini. Zadnji mit temelji na dejstvu, da je med zadnjim izbruhom vulkana voda jezera nabreknila in poplavila okoliške rezervoarje, pa tudi na tem, da so se na njegovi površini pojavile mrtve ribe. Na dnu jezera je vojni material, ki so ga nemški vojaki zapustili pred odhodom ob koncu druge svetovne vojne.

## Znamenitosti
Ena glavnih znamenitosti v Agios Nikolaosu je Arheološki muzej, ki je bil zgrajen leta 1970 za hrambo najdb iz vzhodne Krete, do takrat v Iraklionu. Muzej je zaprt vsaj do leta 2023. V stavbi turističnih informacij je tudi folklorni muzej, ki razlaga življenje Grkov v zgodovini. 
Nekaj kilometrov severno od mesta je utrjen otok Spinalonga, povezan s kopnim z nasipom, in istoimenska otoška trdnjava. V beneškem obdobju je bila na njem zgrajena trdnjava za zaščito naravnega pristanišča Elunda. Otoček so v 18. stoletju zasedli Osmani. Do sredine 20. stoletja je bil otok postaja za gobavce in zadnja kolonija gobavcev v Evropi. Zdaj so nekatere njegove stavbe in hiše ohranjene kot arheološka najdišča in obstajajo turistični uradi, ki turiste odpeljejo na otok z ladjo iz Elounde, Plake in Agios Nikolaosa in jih tam vodijo do določenih delov otoka, do katerih je dovoljen dostop. Je na poskusnem seznamu Unescove svetovne dediščine.
Bizantinska cerkev Agios Nikolaos, po kateri je mesto dobilo ime, stoji na rtu na severu mesta. 
Priobalni otok Agii Pandes služi kot rezervat za kretske divje koze in ni dostopen.
- Panoramska slika jezera Voulismeni, fotografirana z rahlo dvignjene točke
- Istoimenska cerkev svetega Nikolaja
- Vhodni portal cerkve Svete Trojice (Agía Triáda)
- Agios Nikolaos